# Lomanthang
Lomanthang (nepalski: लोमान्थाङ) – gaun wikas samiti (odpowiednik gminy) w zachodniej części Nepalu w strefie Dhawalagiri w dystrykcie Mustang. Według nepalskiego spisu powszechnego z 2001 roku liczył on 180 gospodarstw domowych i 848 mieszkańców (368 kobiet i 480 mężczyzn).

Lomanthang
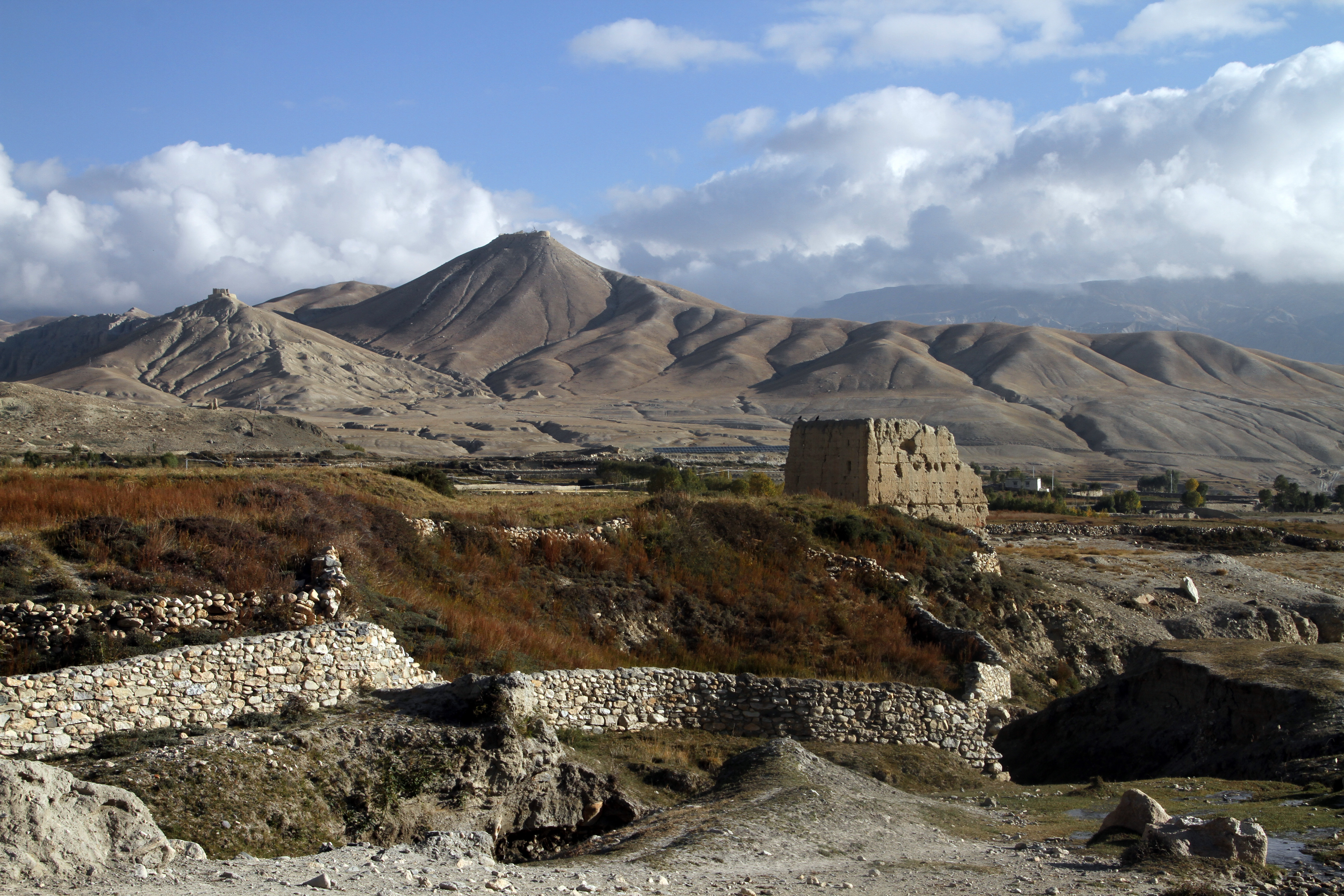
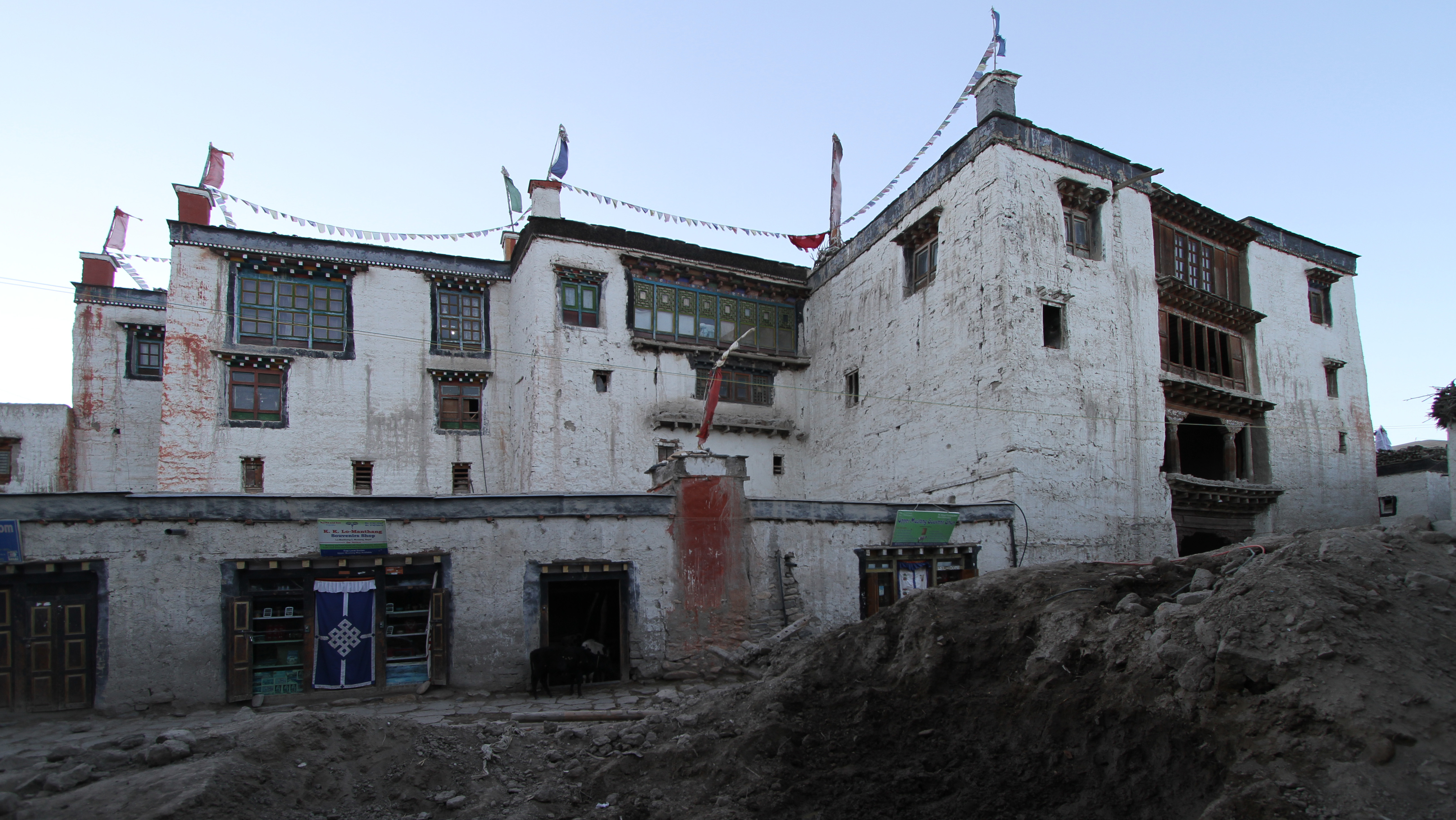
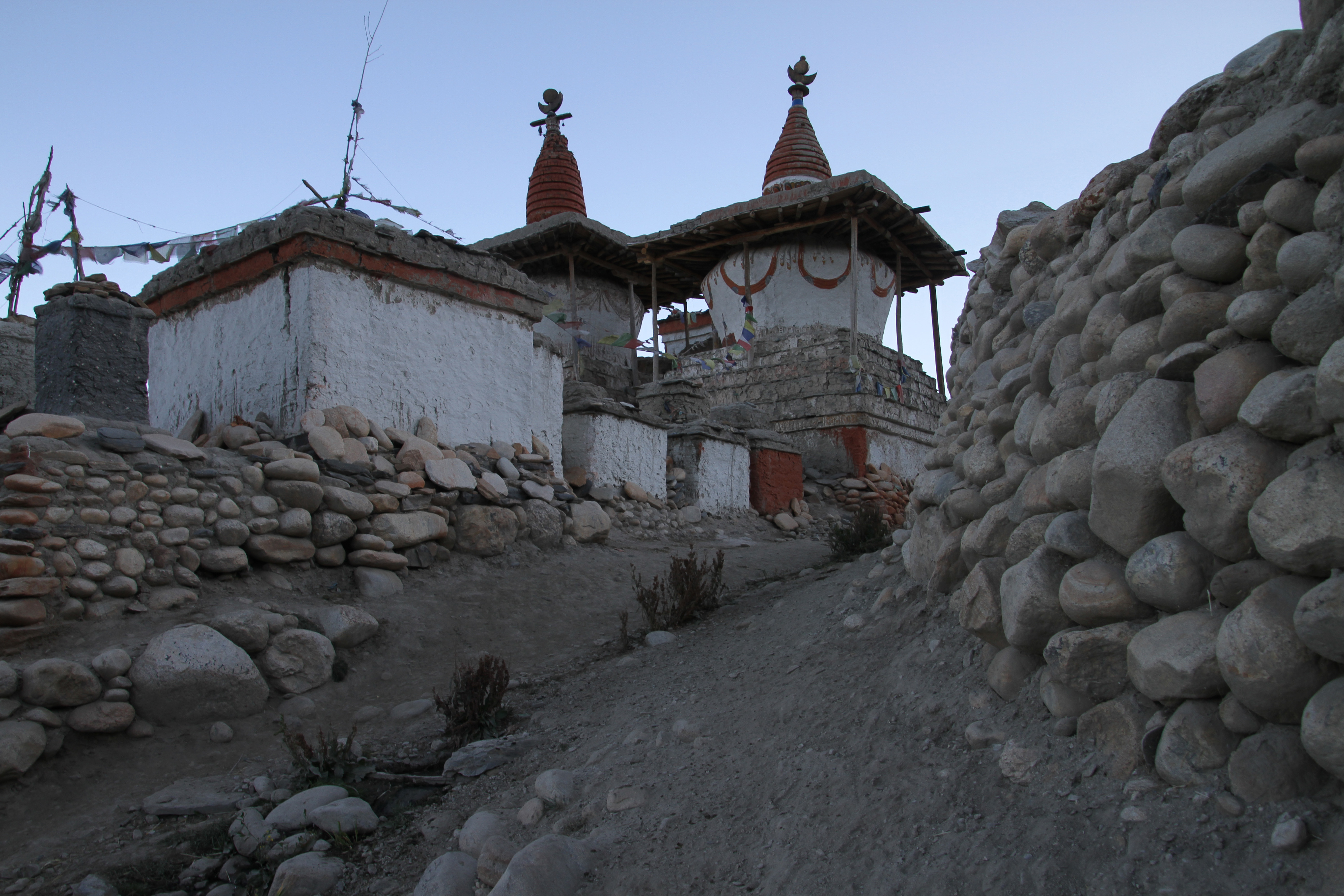
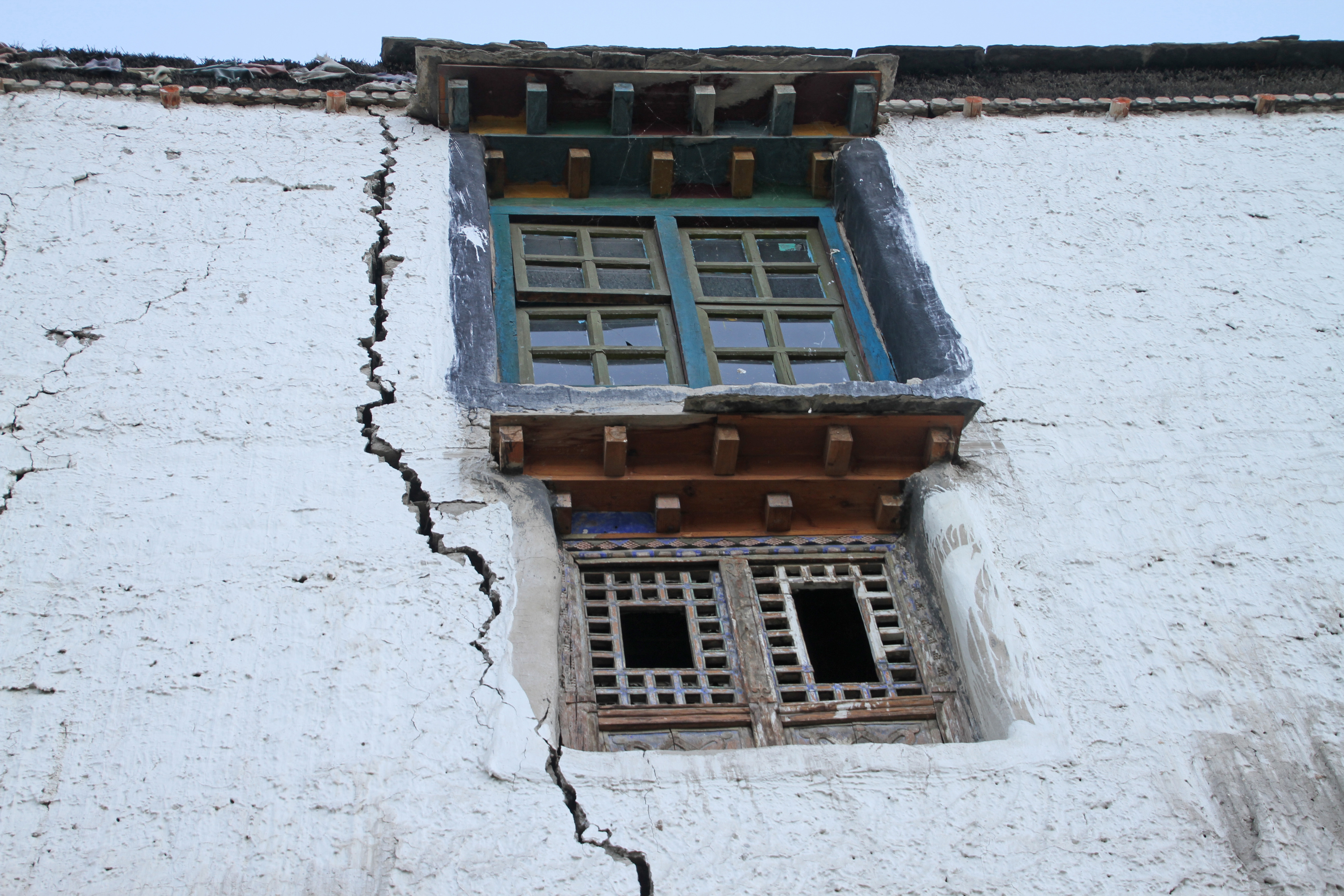
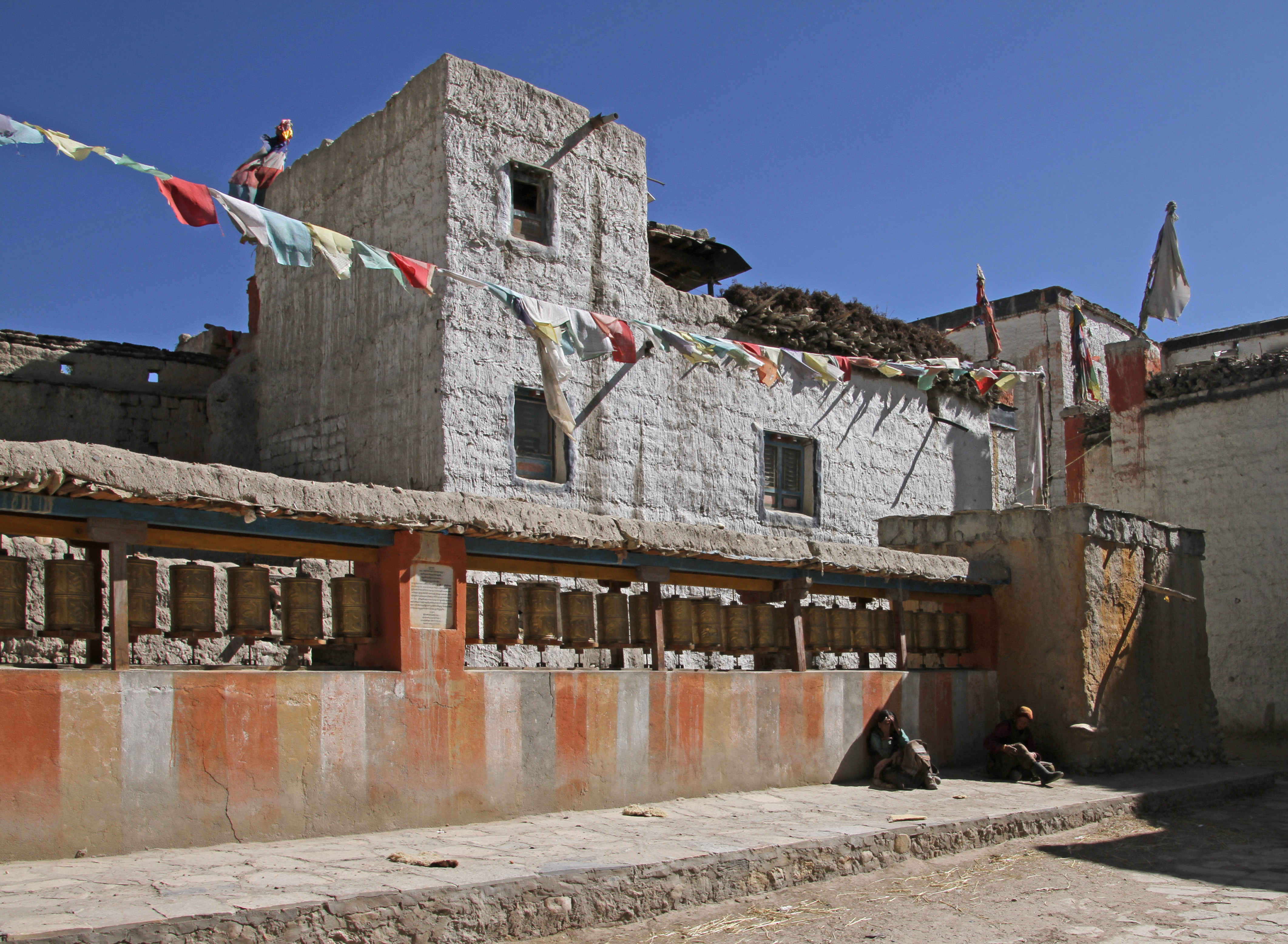
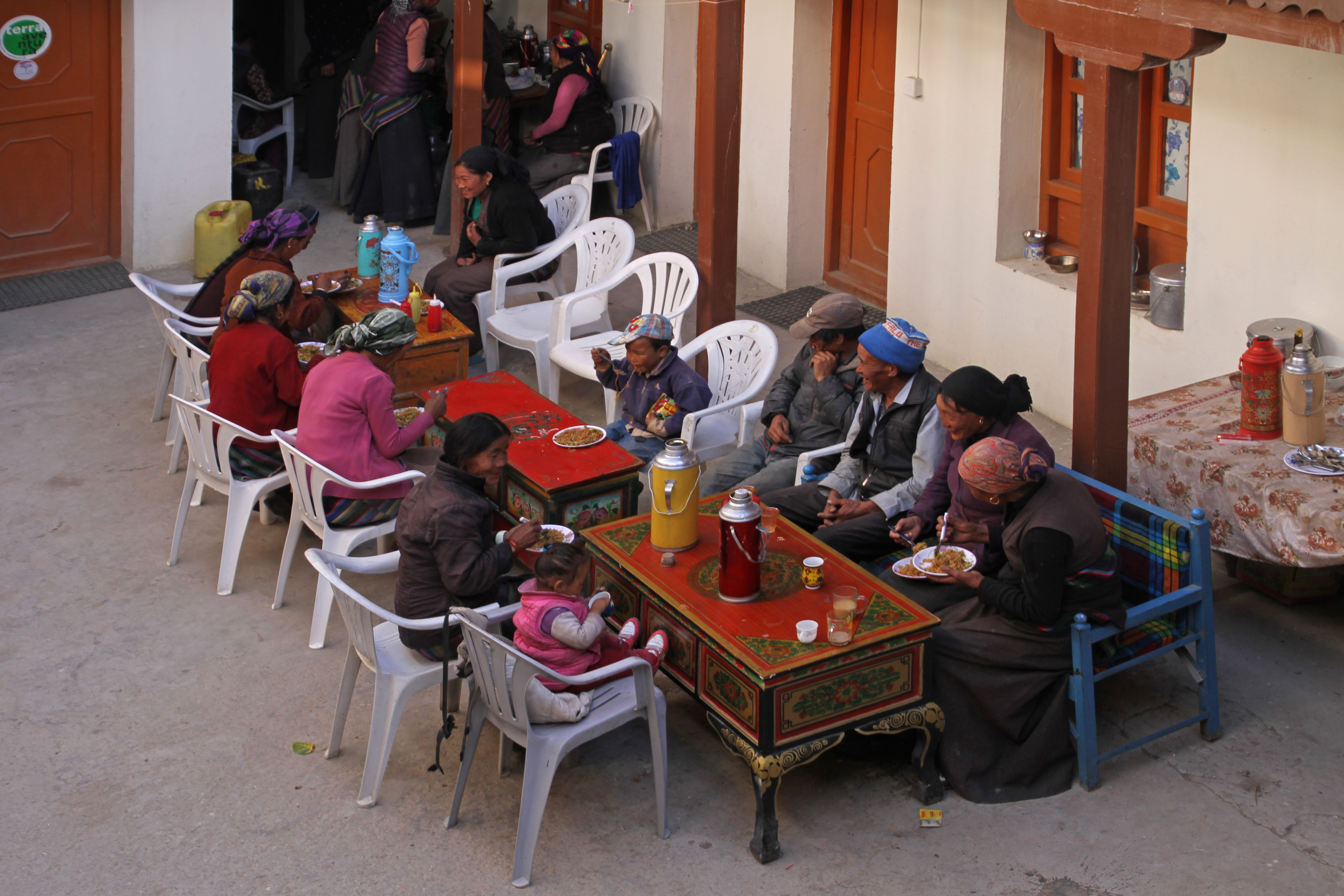
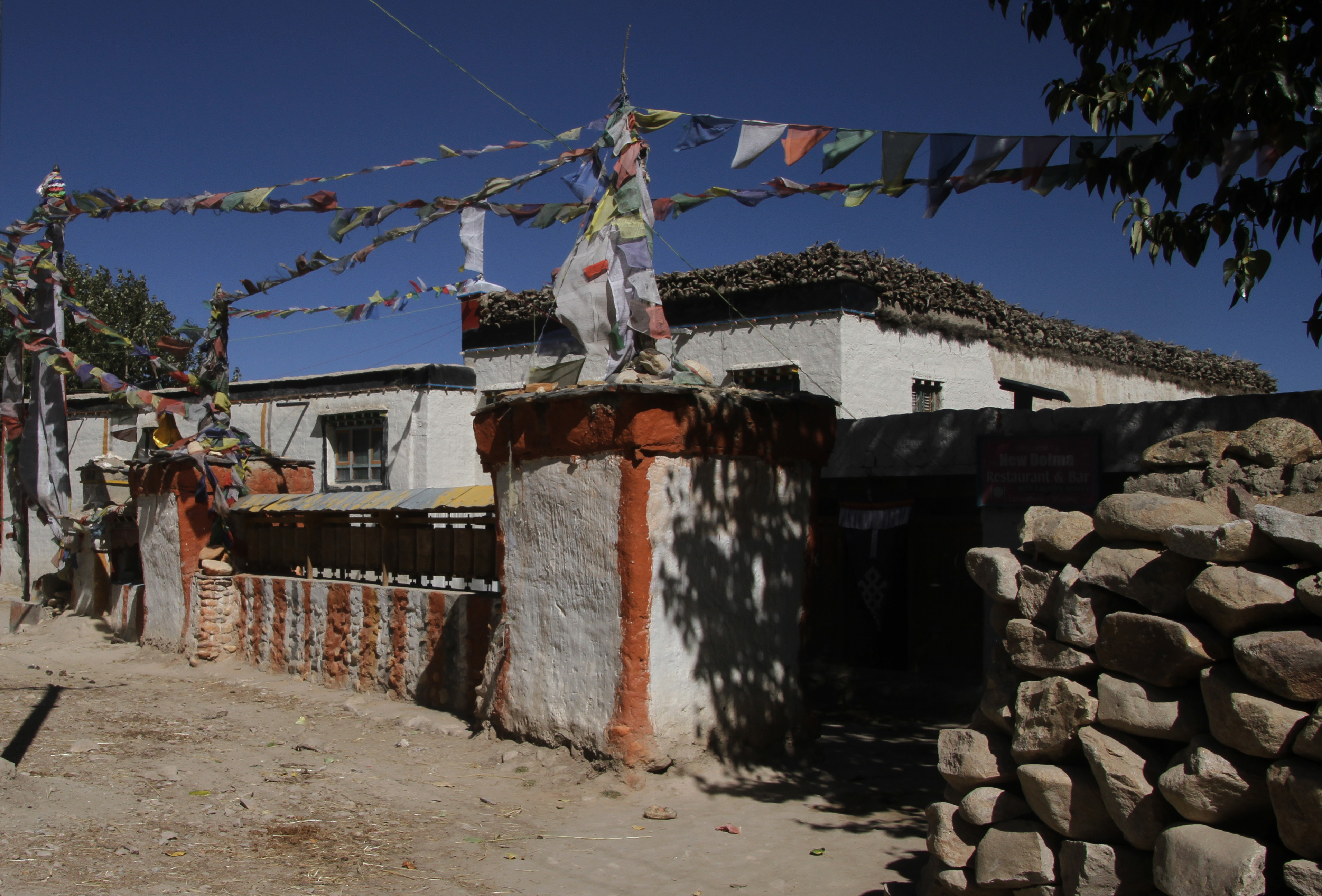
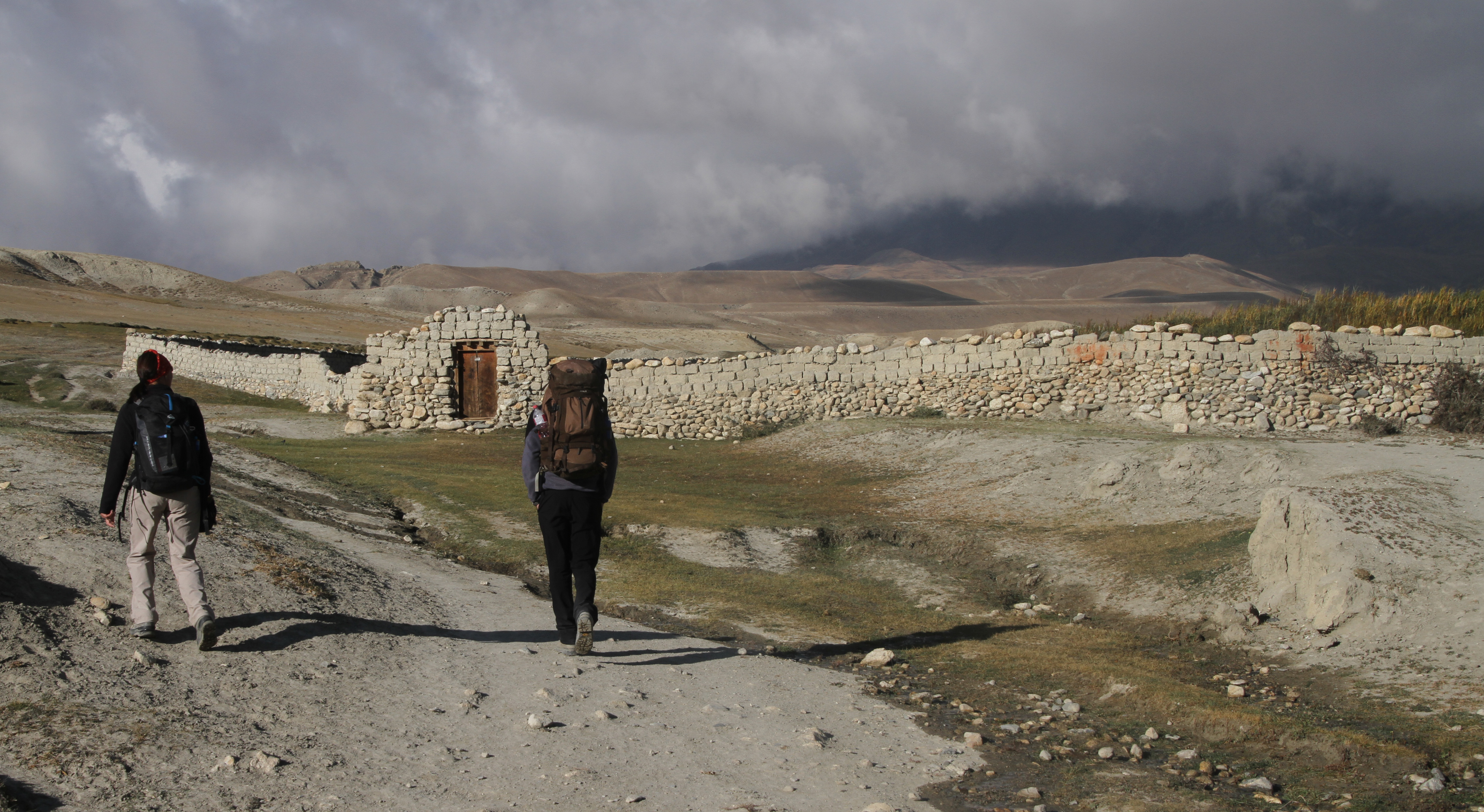